# Bateria polímero de lítio

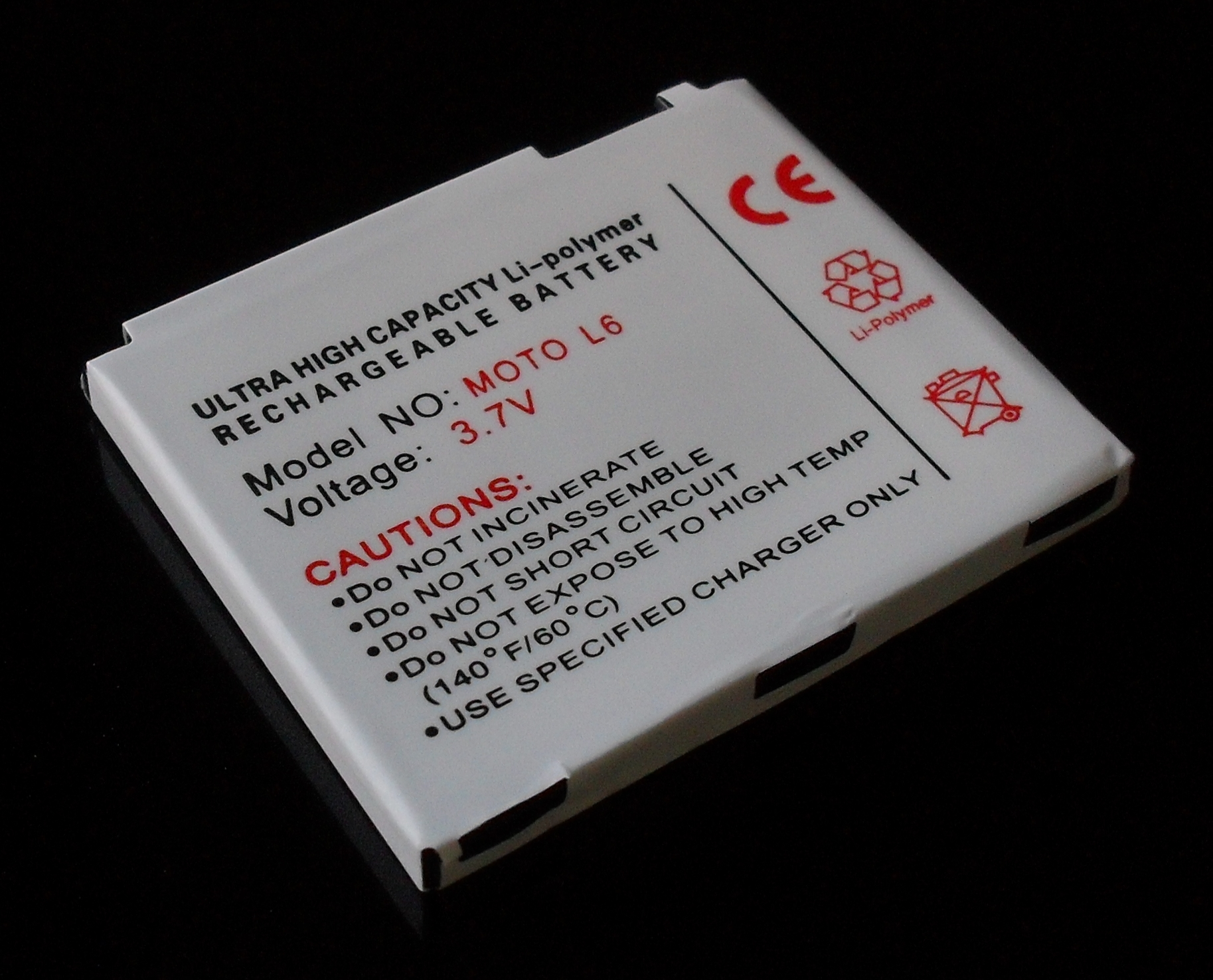
Bateria de LiPO utilizada para celular

Bateria LiPO ou Polímero de Lítio é uma bateria em que contém em seus eletrólitos de sais de lítio retidos em um polímero sólido como o óxido de polietileno em vez de solventes tornando-as adaptáveis a diferentes formatos e permitindo altas taxas de descargas elétricas.

## História
Células LiPo acompanham a história de células de lítio íon surgindo na década de 1980. Começou a ser comercializada pela Sony como uma pilha cilindrica em 1991. Depois disso, outras técnicas de embalagem evoluíram.
Elas podem ser ligadas em série com a soma dos níveis de tensão ou em paralelo com o aumento da capacidade de armazenamento (Ah, Ampère-hora).

## Aplicações
As baterias LiPO podem ser utilizadas em projetos que necessitem de grandes quantidades de corrente ou tensão, como no modelismo, sejam barcos, carros, aviões, helicópteros ou quadricóptero. Elas também são usadas em notebooks, carros elétricos, celulares, robôs.

## Cuidados com Baterias LiPO
Elas possuem um poder de armazenamento superior das baterias convencionais. No entanto, requer mais cuidados:
- Sempre carregar utilizando carregadores próprios com balanceamento;
- Evitar descarga a bateria abaixo de 3v por célula;
- Não descarregue a uma taxa além do permitido;
- Posicione a bateria onde possa pegar maior ventilação;
- Carregue cada célula no máximo 4,2 volts por célula;
- Armazenar a bateria num local fresco, arejado e que não esquente;
- Não permitir curtos circuitos;
- Não carregue ou armazene as baterias próximo de materiais inflamáveis;
- Não derrube nem amasse a bateria;
- Descarte imediatamente, em local apropriado, células muito inchadas ou perfuradas.